# عمارة فرانك لويد رايت في القرن العشرين

عمارة فرانك لويد رايت في القرن العشرين هي أحد مواقع التراث العالمي لليونسكو تتكون من مجموعة مختارة من ثمانية مبان في جميع أنحاء الولايات المتحدة صممها المهندس المعماري الأمريكي فرانك لويد رايت. توضح هذه المواقع فلسفته في الهندسة المعمارية العضوية ،وتصميم الهياكل التي تتوافق مع الإنسانية وبيئتها. كان لعمل رايت تأثير دولي على تطوير الهندسة المعمارية في القرن العشرين.

## فرانك لويد رايت
نشأ فرانك لويد رايت (1867-1959) في ريف ويسكونسن ودرس الهندسة المدنية في جامعة ويسكونسن. ثم تدرب مع المهندسين المعماريين المشهورين في مدرسة شيكاغو للهندسة المعمارية ، وخاصة لويس سوليفان. افتتح رايت عيادته الناجحة في شيكاغو في عام1893 ، وطور منزلًا واستوديوًا مؤثرين في أوك بارك ، إلينوي. في القرن العشرين ، أصبح أحد أشهر المهندسين المعماريين في العالم.

## ترشيح
من خلال الجهود التي تقودها منظمة فرانك لويد رايت للحفظ، وهي منظمة غير ربحية، تم وضع المجموعة في الأصل على القائمة المؤقتة للتراث العالمي في عام 2008 مع عشرة من مباني رايت.
ثم نمت إلى 11 موقعا في عام 2011، ولكن S.C . شركة جونسون وابنه تمت إزالة مبنى الإدارة وبرج الأبحاث في راسين، ويسكونسن، فينهاية المطاف. تمت إحالة عرض عام 2015 للتسجيل من قبل اليونسكو للمراجعة في يوليو 2016. عمل مجلس التراث العالمي فرانك لويدرايت ، بقيادة منظمة الحفظ ، بشكل وثيق مع دائرة المتنزهات الوطنية واليونسكو لإعادة النظر في الاقتراح الأصلي وإجراء التغييرات المناسبة.
في ديسمبر 2018، تم تقديم اقتراح منقح مع ثمانية مبان، باستثناء برج برايس في بارتليسفيل، أوكلاهوما، والمركز المدني لمقاطعة مارين سان رافاييل، كاليفورنيا، من الاقتراح. في يونيو التالي ، قدم المجلس الدولي للآثار والمواقع توصية إيجابية. تم إدراج الموقع في قائمةالتراث العالمي في يوليو 2019.

## قائمة التراث العالمي
تم تصميم مباني رايت التمثيلية الثمانية التي تم اختيارها لموقع التراث العالمي في النصف الأول من القرن العشرين. تم الانتهاء من بناءأول مبنى ، معبد الوحدة (001) ، في عام 1908. تم الانتهاء من الأخير، غوغنهايم (008)، في عام 1959 - العام الذي توفي فيه رايت- على الرغم من أن تصميمه بدأ في الأربعينيات.